# La estrella sobre el bosque
La estrella sobre el bosque (en alemán Der Stern über dem Walde) es un cuento del escritor austriaco Stefan Zweig, escrito probablemente entre 1901 y 1902 y publicado en 1904. Ambientado en la atmósfera del Imperio Austrohúngaro de principios del siglo XX, el cuento destaca el espíritu decadente y marchito de la alta sociedad centroeuropea.
Suele encontrarse editado en un volumen llamado Sueños olvidados y otros relatos.

## Argumento
El protagonista de la historia es un camarero que trabaja en el francés Hotel Riviera. Profundamente impresionado con la belleza de la condesa Ostrowska, su felicidad se quiebra al saber de la partida de la aristócrata. Ante el abismo que se abre en su vida, solo la salida del suicidio parece satisfacerle. De manera magistral, Zweig elaborará el desenlace de la historia.